# Sievi
Sievi este o comună din Finlanda.